# Jossie Tassi
Jossie Tassi, nombre artístico de José Antonio Tassi Curotto (El Callao, 8 de febrero de 1968 - 7 de marzo de 2012) fue una pionera del drag queen en el Perú.
Conocida en el mundo del espectáculo como Jossie Tassi, es reconocida como una de las primeras drag queen que participó en el mundo del teatro, la televisión nacional e internacional. Sus primeras apariciones como transformista se dieron en locales del centro de Lima y del distrito de Miraflores. Fue artista habitual de los espectáculos de las discotecas de ambiente, donde realizaba imitaciones de Marilyn Monroe y Madonna. También compartió escena con personalidades como Javier Temple, Paco Ferrer, Coco Marusix, Naamín Timoyco y Toño Rodríguez.
A pesar de presentarse en diversos programas de cadenas televisivas del Perú, no estuvo exenta de sufrir discriminación por motivo de su expresión de género, la cual escapaba de las cánones heteronormativos. Luego de una trayectoria de 20 años en el arte escénico, fue olvidada y se alejó de los escenarios. Esto le provocó una depresión, que culminó en su suicidio. Es considerada una artista icónica de la comunidad LGBTIQ+ en Perú y de los escenarios televisivos.

## Biografía
José Antonio Tassi Curotto nació el 8 de febrero de 1968, en la ciudad del Callao. Su tío fue Rumildo Curotto, conocido como «Guayabera sucia», actor cómico del programa de humor Risas y Salsa.
Desde temprana edad, con siete años, incursionó en el mundo del baile y del espectáculo, y fue integrante del cuerpo de baile en el programa Los Burbujitos, conducido por la animadora infantil Yola Polastri. Paralelamente también fue payaso en show infantiles particulares.
Cuando Tassi tenía 20 años nació su personaje, la transformista Jossie Tassi. En una entrevista en el programa periodístico Panorama, al preguntarle lo que significa ser drag queen respondió: «el significado de drag queen es hacer lo que tú quieras, en el momento que tú quieras y como tú quieras».
Inició su vida artística en el teatro haciendo numerosas puestas en escena como Peter Pan, Los años dorados de la tía Karolina producción de Alex Otiniano,y en particular, dentro de la que destaca, la obra Más locas que nunca, presentada en el auditorio municipal de Miraflores y acompañada de la transformista Coco Marusix.
Internacionalmente se dio a conocer con la obra Hollyday On Ice, recorriendo diversas ciudades de Europa. Además, sus dotes artísticas se expresaron de diferentes maneras; fue bailarín, maquillador, coreógrafo y pintor.
Como drag queen fue artista habitual de los espectáculos de las discotecas de ambiente; siendo el Valetodo Downtown una en la que más se presentaba. Dentro de sus imitaciones más famosas estuvieron Marilyn Monroe y Madonna. Compartió escena con otras transformistas, entre las que se pueden nombrar a Javier Temple, Paco Ferrer, Coco Marusix, Naamín Timoyco y el también chalaco Toño Rodríguez.
Su vida artística no estuvo exenta de discriminación por su expresión de género. Algunas presentaciones que realizó fueron suspendidas por redadas policiales, toques de queda y cierre de discotecas. Desarrolló su actividad artística en una época en que el país estuvo sumergido en un conflicto armado interno que no solo alcanzó el ámbito político, sino también estuvo acompañado de discriminación por cuestión de género. Los grupos terroristas Sendero Luminoso y Movimiento Revolucionario Túpac Amaru (MRTA), dentro de su política de cruzadas contra el vicio, iniciaron acciones de persecución y «limpieza» de todo aquello que estuviera fuera del «orden moral». Personas homosexuales, travestis y trans eran vistas como transgresores de los principios morales, por lo que era necesario eliminarlas. A pesar de ello, muchas personas pudieron ver a Tassi en el programas de televisión como una participación en 2007 en Fuego Cruzado, conducido por Mariela Patriau y Álamo Pérez-Luna y transmitido por ATV, o en el Show de Magaly.

### Fallecimiento
Tras ser reconocida en el mundo de la farándula y el espectáculo, desapareció de forma repentina. Su amigo Juan Carlos Ferrando, en una entrevista dada al programa Enemigos Públicos informó que Jossie Tassi al firmar un contrato de exclusividad con la cadena de restaurantes Rústica tuvo que abandonar, por cinco años, propuestas de trabajo de otras empresas y programas televisivos; esto tuvo como consecuencia el desinterés de los productores de volver a contratarla para sus programas.
Después de intentar por unos dos años volver al mundo televisivo, logró una oportunidad, información que hizo saber a través del programa La noche es mía, de Frecuencia Latina. El fin de semana antes de su muerte, Jossie Tassi compartió con sus amistades, donde pudo expresar la alegría que le embargaba al saber que iba a volver a hacer lo que amaba, expresar su arte a través del transformismo.
El 7 de marzo de 2012 un familiar encontró su cuerpo semidesnudo. Un agente de la comisaría del Callao informó que junto a su cama se encontraba un recipiente de gaseosa y sobres de veneno para ratas; aparentemente se trataba de un suicidio. Diferentes allegados, familiares y amigos informaron a fuentes periodísticas, que Jossie Tassi se encontraba pasando por un cuadro severo de depresión, dado que ningún canal televisivo le ofrecía trabajo; solo con esporádicos shows, en pequeñas discotecas, lograba sustentarse para sus gastos personales. La prensa conservadora de la época utilizó su fallecimiento para aleccionar a su público lector de las consecuencias de una vida fuera del armario.
La transformista y drag queen tenía 44 años al momento de su fallecimiento. Murió en su casa, ubicada en la cuadra 10 de la avenida Buenos Aires, en el Callao. Sus restos fueron velados en la plaza frente a su domicilio.

## Homenajes
En 2020, el Museo de Arte de Lima realizó la exposición antológica Flavia Gandolfo. De un punto a otra, donde se incluyó Transformismas, una serie de fotografías inéditas de la escena transformista y travesti de Lima de inicios de los años 1990 realizadas por la fotógrafa Flavia Gandolfo. Las imágenes fueron producto de la convivencia y amistad que mantuvo con Tassi.